# Huiyi (köpinghuvudort i Kina, Yunnan Sheng, lat 28,62, long 104,22)
Huiyi (kinesiska: 会仪, 会仪镇) är en köpinghuvudort i Kina. Den ligger i provinsen Yunnan, i den sydvästra delen av landet, omkring 420 kilometer norr om provinshuvudstaden Kunming. Antalet invånare är 22 033. Befolkningen består av 10 624 kvinnor och 11 409 män. Barn under 15 år utgör 22,0 %, vuxna 15-64 år 69 %, och äldre över 65 år 7,0 %.
Runt Huiyi är det tätbefolkat, med 276 invånare per kvadratkilometer. Närmaste större samhälle är Xiangjiaba, 18,4 km öster om Huiyi. I omgivningarna runt Huiyi växer i huvudsak blandskog.
Genomsnittlig årsnederbörd är 1 369 millimeter. Den regnigaste månaden är juli, med i genomsnitt 279 mm nederbörd, och den torraste är december, med 18 mm nederbörd.